# Graianotossina

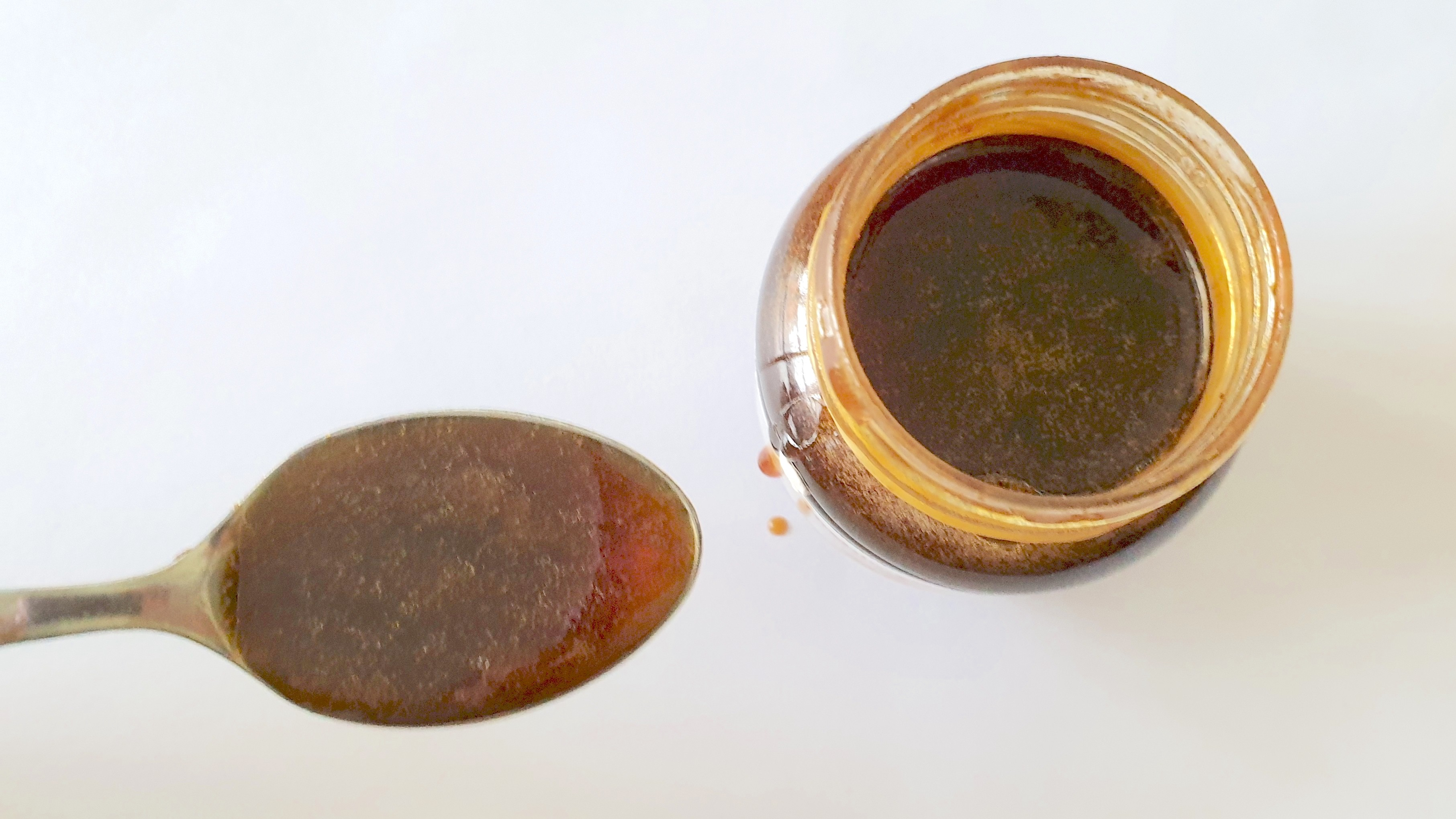
Miele pazzo

Le graianotossine sono un gruppo di tossine strettamente correlate trovate nei rododendri e altre piante della famiglia Ericaceae. Possono essere trovate nel miele fatto dal loro nettare e provocano una reazione molto rara chiamata avvelenamento da graianotossine, intossicazione da miele o avvelenamento da rododendro.
Una delle prime testimonianze di intossicazione da miele di rododendro contenente graianotossine si trova nell'Anabasi di Senofonte.

## Struttura chimica
| Graianotossina     | R1  | R2  | R3 |
| Graianotossina I   | OH  | CH3 | Ac |
| Graianotossina II  | CH2 | CH2 | H  |
| Graianotossina III | OH  | CH3 | H  |
| Graianotossina IV  | CH2 | CH2 | Ac |

Ac = acetile
Chimicamente le graianotossine sono diterpeni tetraciclici poliidrossilati.

## Meccanismo d'azione
Le graianotossine si legano a specifici canali ionici del sodio nelle membrane cellulari, attivandoli in modo persistente e lasciando le cellule eccitabili in uno stato di depolarizzazione.